# Max Runge
Max Heinrich Runge (ur. 21 września 1849 w Szczecinie, zm. 27 lipca 1909 w Getyndze) – niemiecki lekarz ginekolog. Od 1888 do 1909 dyrektor kliniki ginekologii i położnictwa przy Uniwersytecie w Getyndze.
Od 1869 studiował medycynę w Jenie, Lipsku, Bonn i Strasburgu, gdzie w 1875 uzyskał doktorat. W 1879 uzyskał habilitację w Berlinie. Jako profesor zwyczajny położnictwa i ginekologii został w 1883 zatrudniony na Uniwersytecie w Dorpacie, od 1888 w Getyndze. Był na tej katedrze następcą Jakoba Heinricha Hermanna Schwartza. Zajmował się zagadnieniami płynu owodniowego, zakażeniami wewnątrzmacicznymi, zakażeniami w ciąży. Był autorem podręcznika położnictwa (Preußische Hebammenlehrbuch) i wielu publikacji. W 1896 doprowadził do otwarcia nowej kliniki w Getyndze. Jego następcą w 1910 został Philipp Jung.

## Wybrane prace
- Preußisches Hebammenlehrbuch